# ARKIVOC
ARKIVOC (ISSN 1551-7012, CODEN AGFUAR), англ. Archive for Organic Chemistry (Архив органической химии), — свободно доступный онлайн-журнал по органической химии. Издаётся некоммерческой организацией ARKAT USA Inc, созданной в 2000 году на средства Алана и Линды Катрицких (Alan R. Katritzky, Linde Katritzky).
Журнал печатает полные статьи и обзоры о последних достижениях в органической химии. Многие номера ARKIVOC посвящены химикам-органикам по случаю их годовщин или выхода на пенсию.
Импакт-фактор журнала в 2009 году — 1.217.